# Kašnice (Bohušov)
Kašnice (deutsch Kaschnitzberg) ist eine Grundsiedlungseinheit der Gemeinde Bohušov (Füllstein) in Tschechien. Sie liegt vier Kilometer südöstlich von Osoblaha (Hotzenplotz) an der polnischen Grenze und gehört zum Okres Bruntál. Das Dorf ist heute weitgehend erloschen.

## Geographie
Der als Straßendorf angelegte Ort befindet sich am Rande der Slezská nížina (Schlesische Tieflandsbucht) in der Osoblažská nížina (Hotzenplotzer Tiefland). Östlich erhebt sich der U Mincerky (289 m. n.m.) und im Südwesten der Kotlový vrch (Kesselsberg, 286 m. n.m.). Gegen Süden bilden die Hrozová (Grossebach) bzw. ihr Zufluss Matějovický potok (Blümsdorfer Bach) ein tief eingeschnittenes Tal.
Nachbarorte sind Sławoszów (Amaliengrund) und Dobrogostów (Kolonie Karlsberg) im Norden, Tarnkowa (Trenkau) im Nordosten, Lwowiany (Schlegenberg) im Osten, Matějovice (Matzdorf) im Südosten, Rusín (Rausen) und Hrozová (Grosse) im Süden, Ostrá Hora (Schärfenberg) im Südwesten,  Bohušov im Westen sowie Hlinka (Glemkau) und Osoblaha im Nordwesten.

## Geschichte
Nach 1767 vereinigte Albert Joseph von Hoditz das Lehngut Füllstein mit weiteren Familiengütern zur Herrschaft Roßwald. Nach dem Konkurs und Tod des Gutsbesitzers Albert Joseph von Hoditz wurde die 1778 an das Bistum Olmütz heimgefallene und überschuldete mährische Lehnsherrschaft Roßwald unter landesherrliche Verwaltung gestellt. Ab 1780 amtierte der neu ernannte Oberdirektor der mährisch-schlesischen Staatsgüter, Hofrat Anton Kaschnitz zu Weinberg, als Zwangsverwalter der Herrschaft Roßwald. Er ließ bis 1784 im Zuge der Raabisation sechs abgelegene Meierhöfe aufheben und parzellieren. Die zunächst Hoditzberg  genannte Kolonie wurde 1785 – dicht an der Grenze zu Preußisch Schlesien – auf den Fluren eines Füllsteiner Meierhofes angelegt. Aus den Verkaufserlösen von der Gründung von sieben Kolonien konnte Kaschnitz die Herrschaft sanieren und 1790 wieder an Erzbischof Anton Theodor von Colloredo übergeben, der sie 1791 an Carl Czeike von Badenfeld verkaufte. 1793 wurde der Name der Kolonie in Kaschnitzberg geändert.
Im Jahre 1835 bestand Kaschnitzberg aus 26 Häusern mit 198 deutschsprachigen und katholischen Einwohnern, die vom Tagelohn lebten. Pfarr- und Schulort war Füllstein. Das Dorf war Teil der großen mährischen Enklave Hotzenplotz. Bis zur Mitte des 19. Jahrhunderts gehörte Kaschnitzberg zur Lehnsherrschaft Roßwald.
Nach der Aufhebung der Patrimonialherrschaften bildete Kaschnitzberg/Kašnická Hora ab 1849 einen Ortsteil der Gemeinde Füllstein im Gerichtsbezirk Hotzenplotz. Ab 1869 gehörte Kaschnitzberg zum Bezirk Jägerndorf, im selben Jahr wurde die Kolonie nach Matzdorf umgemeindet. Zu dieser Zeit hatte Kaschnitzberg 173 Einwohner und bestand aus 26 Häusern. Um 1885 entstand die Messkapelle des hl. Florian. Aus dem Jahre 1889 ist der tschechische Ortsname Kašnicberk nachweislich. Im Jahre 1900 lebten in Kaschnitzberg 146 Personen, 1910 waren es 123. 1915 löste sich Kaschnitzberg von Matzdorf los und bildete eine eigene Gemeinde. Nach dem Ende des Ersten Weltkrieges 1918 wurde Kaschnitzberg Teil der neugegründeten Tschechoslowakei. Beim Zensus von 1921 lebten in den 34 Häusern der Gemeinde 123 Personen, davon 121 Deutsche. 1924 wurde der tschechische Name Kašnice eingeführt. Im Jahre 1930 bestand Kaschnitzberg aus 35 Häusern und hatte 115 Einwohner. Nach dem Münchner Abkommen wurde die Gemeinde im Herbst 1938 dem Deutschen Reich zugesprochen und gehörte bis 1945 zum Landkreis Jägerndorf. 1939 lebten in der Gemeinde 120 Personen. Nach dem Ende des Zweiten Weltkrieges wurde Kašnice 1945 wieder Teil der Tschechoslowakei. Die deutschsprachige Bevölkerung wurde 1946 fast vollständig vertrieben. Ab 1947 wurde die Gemeinde durch den Örtlichen Nationalausschuss Fulštejn verwaltet. Im Jahre 1950 lebten in den 16 Häusern von Kašnice nur noch 55 Personen. Im Zuge der polnisch-tschechoslowakischen Grenzbereinigung an der Mincerka bei Matějovice wurden in den 1950er Jahren bei Grenze zwischen Kašnice und Tarnkowa begradigt, wodurch sich die Gemarkung Kašnice leicht vergrößerte. 1957 erfolgte die Eingemeindung nach Bohušov. Im Jahre 1961 wurde Kašnice in den Okres Bruntál umgegliedert. In den 1960er und 1970er Jahren wurden fast alle Häuser des kaum noch bewohnten Dorfes abgebrochen. Der Ortsteil Kašnice wurde mit Beginn des Jahres 1971 aufgehoben. Der Abriss der verfallenen Kapelle des hl. Florian erfolgte 1972. 1991 bestand Kašnice aus zwei Wohnhäusern und hatte drei Einwohner. Beim Zensus von 2011 lebten in den zwei Häusern von Kašnice zwei Personen. 

## Ortsgliederung
Die Grundsiedlungseinheit Kašnice gehört zum Ortsteil Bohušov. Sie bildet den Katastralbezirk Kašnice u Bohušova.

## Sehenswürdigkeiten
- Torso eines steinernen Kreuzes, vor den Grundmauern der Kapelle